# Scleronema minutum
Scleronema minutum es una especie de peces de la familia Trichomycteridae en el orden de los Siluriformes.

## Morfología
• Los puede llegar alcanzar los 5,4 cm de longitud estándar.

## Hábitat
Es un pez de agua dulce y de clima tropical.

## Distribución geográfica
Se encuentran en Sudamérica: Río Grande del Sur (Brasil), Argentina y Uruguay. Scleronema angustirostre es un sinónimo más moderno de Scleronema minutum.